# フライング・ウィズアウト・ウィングス
「フライング・ウィズアウト・ウィングス」（Flying Without Wings）は、有名なポップソングで、ウェイン・ヘクター、スティーヴ・マックによって作詞された。イギリスではウエストライフがリリースし、大ヒット。後にアメリカではルーベン・スタッダードがヒットさせた。

## ウエストライフ・バージョン
この曲はアイルランド出身の歌手グループ、ウエストライフが歌ったことによって初めて有名になった。1999年にUKチャートで1位をマークした。彼らの3枚目のシングルで3度目のチャート1位になった曲である。
ウエストライフのバージョンは、アニメ映画『劇場版ポケットモンスター 幻のポケモン ルギア爆誕』の英語版『Pokémon: The Movie 2000』のサウンドトラックで使用された。また、ウエストライフのベスト・アルバム『グレイテスト・ヒッツ〜アンブレイカブル』（2002年）のアジア盤には、BoAと歌うバージョンがボーナス・トラックとして収録された。

## トラックリスト
CD1
1. "Flying Without Wings"
2. "Everybody Knows"
3. "Flying Without Wings" (CD-Rom)

CD2
1. "Flying Without Wings"
2. "That's What It's All About"
3. "Flying Without Wings (アカペラバージョン)"